# Persea veraguasensis
Persea veraguasensis är en lagerväxtart som beskrevs av Berthold Carl Seemann. Persea veraguasensis ingår i släktet avokador, och familjen lagerväxter. Inga underarter finns listade i Catalogue of Life.